# Folkia inermis
Folkia inermis là một loài nhện trong họ Dysderidae.
Loài này thuộc chi Folkia. Folkia inermis được miêu tả năm 1933 bởi Absolon & Kratochvíl.